# Philipp Josef Pick

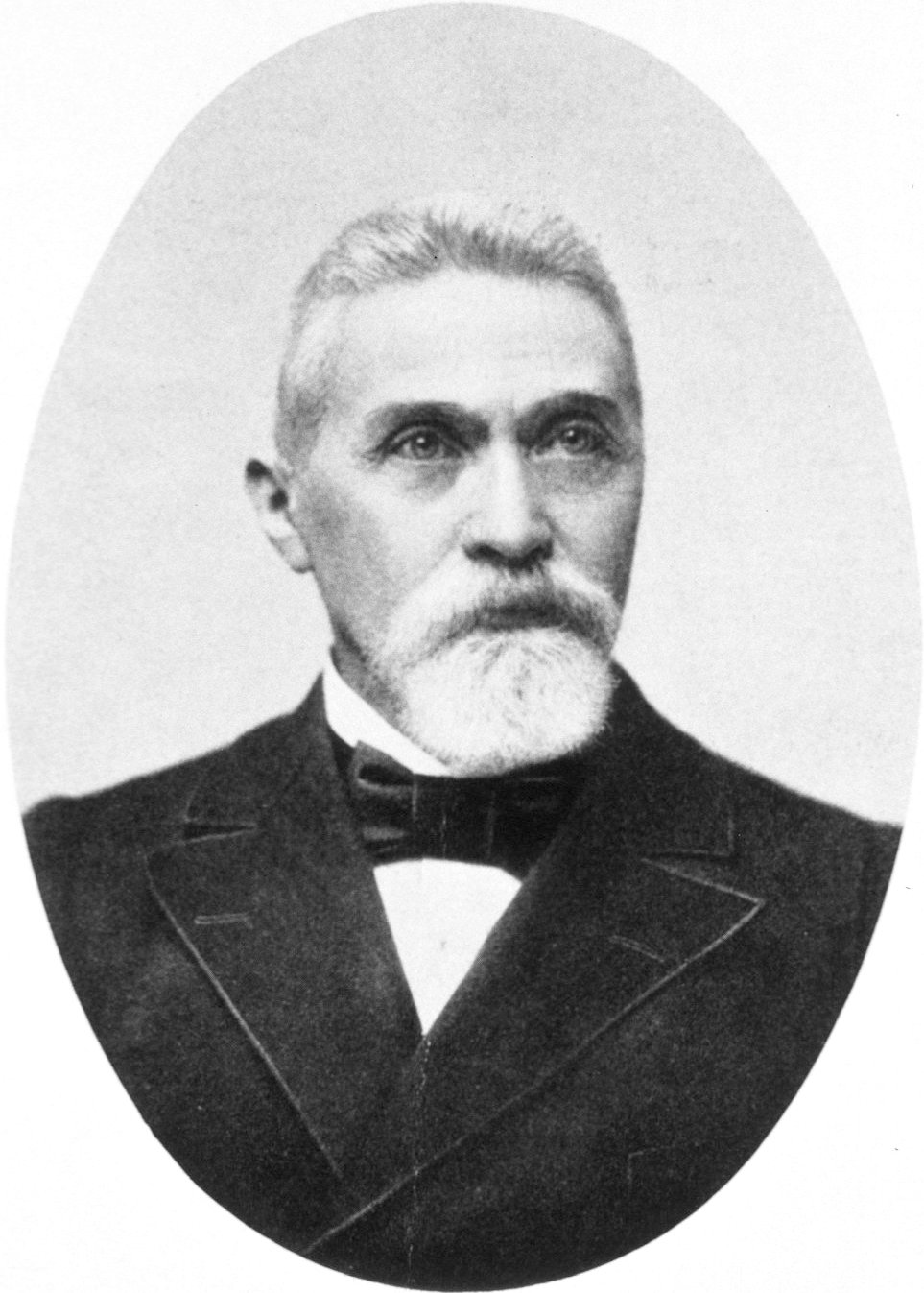
Philipp Josef Pick

Philipp Josef Pick (ur. 14 października 1834 w Neustadt an der Mettau, zm. 3 czerwca 1910 w Pradze) – czeski lekarz dermatolog. Jako jeden z pierwszych opisał chorobę Taylora (określaną dawniej również jako choroba Picka lub choroba Picka-Herxheimera). Jeden z założycieli czasopisma „Archiv für Dermatologie und Syphilis”.